# Office franco-québécois pour la jeunesse

OFQJ logo couleur

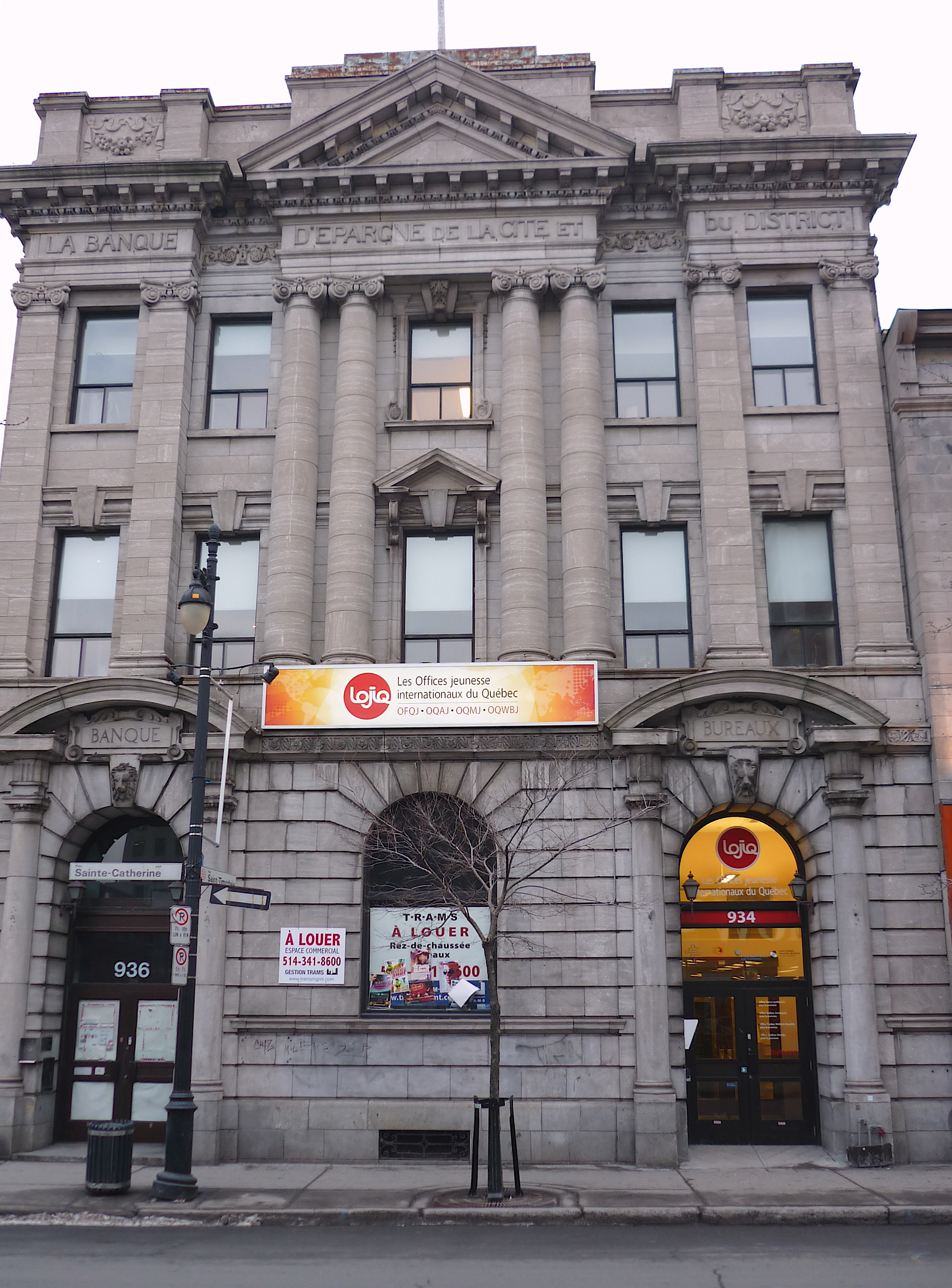
Bureaux de LOJIQ à Montréal

 (juin 2025).
Il peut être nécessaire de l'améliorer pour respecter le principe de neutralité de point de vue. Veuillez consulter la page de discussion pour plus de détails.

 (juin 2025).
Motif : l'utilisateur qui a apposé ce bandeau n'a pas précisé le motif de la pose.
- Archive Wikiwix
- Bing
- Cairn
- DuckDuckGo
- E. Universalis
- Gallica
- Google
- G. Books
- G. News
- G. Scholar
- Persée
- Qwant
- (zh) Baidu
- (ru) Yandex
- (wd) trouver des œuvres sur Wikidata

| 1. | Préciser le motif de la pose du bandeau. | Précisez le motif de la pose du bandeau en utilisant la syntaxe suivante : {{admissibilité à vérifier\|date=août 2025\|motif=remplacez ce texte par le motif}}                                                |
| 2. | Informer les utilisateurs concernés.     | Pensez à avertir le créateur de l'article, par exemple, en insérant le code ci-dessous sur sa page de discussion : {{subst:avertissement admissibilité à vérifier\|Office franco-québécois pour la jeunesse}} |

 (juin 2025).
 (juin 2025).
La mise en forme du texte ne suit pas les recommandations de Wikipédia : il faut le « wikifier ».
Les points d'amélioration suivants sont les cas les plus fréquents. Le détail des points à revoir est peut-être précisé sur la page de discussion.
- Les titres sont pré-formatés par le logiciel. Ils ne sont ni en capitales, ni en gras.
- Le texte ne doit pas être écrit en capitales (les noms de famille non plus), ni en gras, ni en italique, ni en « petit »…
- Le gras n'est utilisé que pour surligner le titre de l'article dans l'introduction, une seule fois.
- L'italique est rarement utilisé : mots en langue étrangère, titres d'œuvres, noms de bateaux, etc.
- Les citations ne sont pas en italique mais en corps de texte normal. Elles sont entourées par des guillemets français : « et ».
- Les listes à puces sont à éviter, des paragraphes rédigés étant largement préférés. Les tableaux sont à réserver à la présentation de données structurées (résultats, etc.).
- Les appels de note de bas de page (petits chiffres en exposant, introduits par l'outil «  Source ») sont à placer entre la fin de phrase et le point final[comme ça].
- Les liens internes (vers d'autres articles de Wikipédia) sont à choisir avec parcimonie. Créez des liens vers des articles approfondissant le sujet. Les termes génériques sans rapport avec le sujet sont à éviter, ainsi que les répétitions de liens vers un même terme.
- Les liens externes sont à placer uniquement dans une section « Liens externes », à la fin de l'article. Ces liens sont à choisir avec parcimonie suivant les règles définies. Si un lien sert de source à l'article, son insertion dans le texte est à faire par les notes de bas de page.
- La présentation des références doit suivre les conventions bibliographiques. Il est recommandé d'utiliser les modèles {{Ouvrage}}, {{Chapitre}}, {{Article}}, {{Lien web}} et/ou {{Bibliographie}}. Le mode d'édition visuel peut mettre en forme automatiquement les références.
- Insérer une infobox (cadre d'informations à droite) n'est pas obligatoire pour parachever la mise en page.

Pour une aide détaillée, merci de consulter Aide:Wikification.
Si vous pensez que ces points ont été résolus, vous pouvez retirer ce bandeau et améliorer la mise en forme d'un autre article.
 (février 2018).
Si vous disposez d'ouvrages ou d'articles de référence ou si vous connaissez des sites web de qualité traitant du thème abordé ici, merci de compléter l'article en donnant les références utiles à sa vérifiabilité et en les liant à la section « Notes et références ».
L'Office franco-québécois pour la jeunesse est un organisme bigouvernemental acteur de la coopération bilatérale entre la France et le Québec.
Créé en 1968 par les gouvernements de la République française et du Québec, l’Office franco-québécois pour la jeunesse (OFQJ) accompagne les projets de mobilité professionnelle des jeunes entre 18 et 35 ans sur les deux territoires.
L’OFQJ est implanté en France et au Québec. Il est régi par un conseil d’administration composé de membres français et québécois, coprésidé par la ministre québécois des Relations internationales, de la Francophonie et ministre de la Condition Féminine, Martine Biron, et par le ministre des Sports, de la Jeunesse et de la Vie Associative, Marie Barsacq.
Marianne Beseme et Hélène Drainville, secrétaires générales des sections française et québécoise, constituent conjointement l’organe d’exécution du conseil d’administration. Elles s’appuient sur deux équipes pluridisciplinaires de professionnels et sur un vaste réseau de partenaires institutionnels, associatifs et privés de part et d’autre de l’Atlantique.

## Missions et activités
Les programmes de l'OFQJ suivent les grandes orientations de la coopération franco-québécoise. Ils se concentrent sur le développement et le perfectionnement professionnels des 18-35 ans, dans les secteurs économique, culturel et social.
L'OFQJ dispose de programmes de mobilités courtes, sous formes de missions et de délégations professionnelles sur des événements d'envergures de type COP, Sommet de la francophonie, conférence de l'ONU sur les océans (UNOC), Forum de l'économie sociale et solidaire (GSEF) et soutient financièrement les jeunes dans leurs projets de mobilités "autonomes" (tournées d'artistes, missions de prospection, résidences...).
L'OFQJ propose aussi des mobilités plus longues sous formes de stages professionnels en entreprise, en France comme au Québec. En France, le programme de stages pour demandeurs d'emploi est proposé en partenariat avec France Travail, et le programme de Service civique en collaboration avec l'Agence du service civique.

## Historique

### Création de l'OFQJ
L'Office franco-québécois pour la jeunesse a été créé à la suite de la visite au Québec du général de Gaulle en 1967. Il propose à Daniel Johnson, premier ministre québécois, de créer un office pour accompagner les projets de mobilité des jeunes adultes sur les deux territoires.
Le protocole d'entente donnant naissance à l'OFQJ est signé le 9 février 1968 à Paris, par François Missofe et Jean-Marie Morin.
Les premiers échanges de jeunes commencent le 4 juin 1968.

### L'OFQJ Québec et l'Office Québec-Monde pour la Jeunesse forment LOJIQ - Les Offices Jeunesse Internationaux du Québec
Le nouveau protocole, signé le 23 mai 2003, entérine l’ouverture des activités vers des pays tiers ou des organisations internationales. Au Québec, en 2006, dans une volonté d’offrir aux jeunes adultes québécois un accès unique vers l’international, le gouvernement du Québec a entériné des actions concrètes afin qu’existe une réelle synergie entre les quatre organismes de mobilité internationale jeunesse du Québec, soit la section québécoise de l'Office franco-québécois pour la jeunesse (OFQJ), l’Office Québec-Amériques pour la jeunesse (OQAJ), l’Office Québec-Wallonie-Bruxelles pour la jeunesse (OQWBJ) et l'Office Québec-Monde pour la jeunesse.
En 2007, l’Office franco-québécois pour la jeunesse (OFQJ), l’Office Québec-Amériques pour la jeunesse (OQAJ) et l’Office Québec Wallonie Bruxelles pour la jeunesse (OQWBJ) se sont regroupés pour donner naissance à LOJIQ - Les Offices jeunesse internationaux du Québec.